# Kurt Mrkwicka

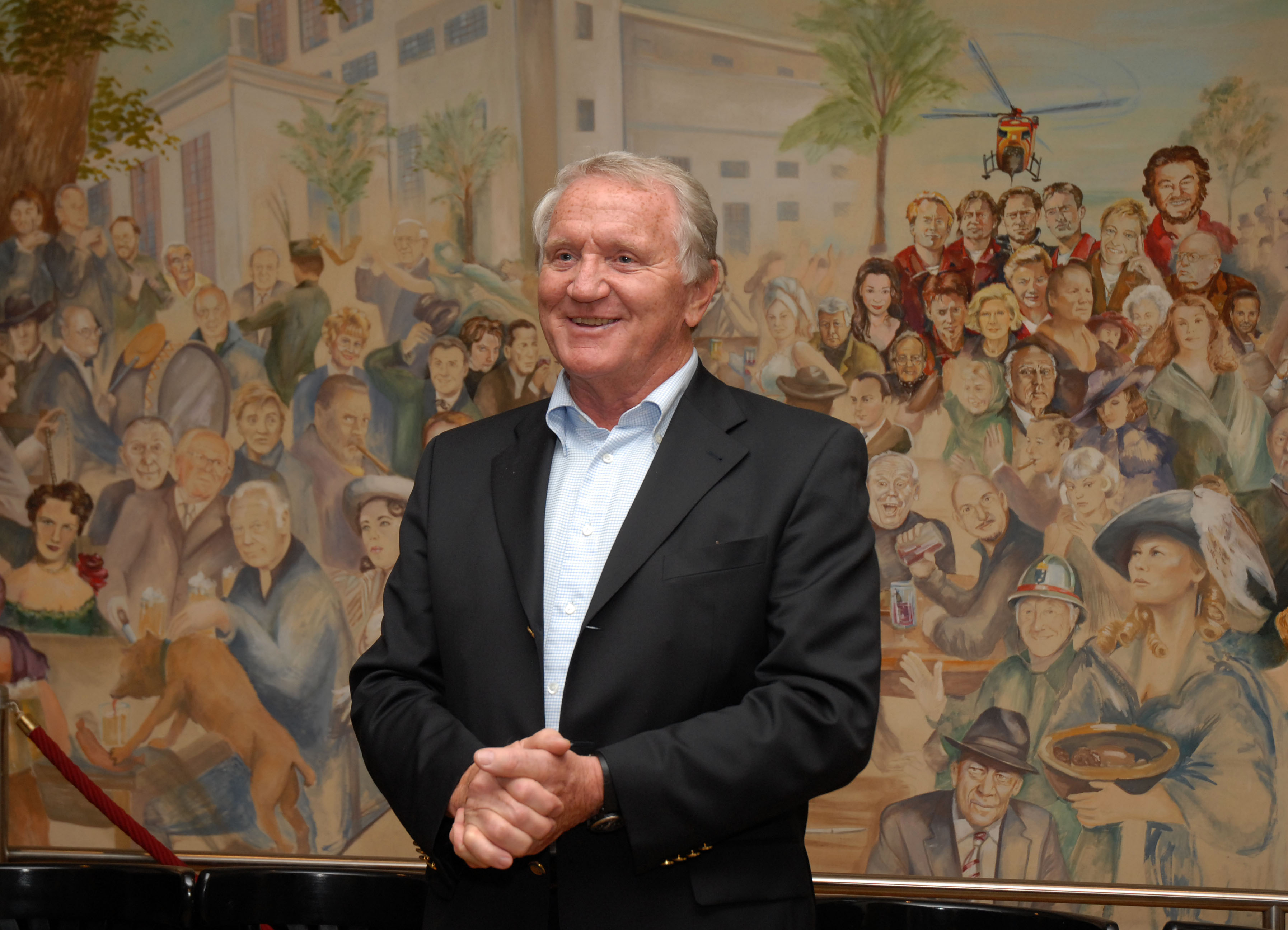
Kurt Mrkwicka (2007)

Kurt Mrkwicka (* 16. Juli 1937 in Wien) ist ein österreichischer Filmproduzent, Regisseur, Kameramann und Wasserspringer. Seine erste Produktionsfirma gründete er 1967.

## Leben
Im weiteren Familienkreis von Kurt Mrkwicka existierte ein Installationsunternehmer. Aus Nachfolgeüberlegungen absolvierte er eine Ausbildung zum Heizungsmonteur. In Abendkursen besuchte er die Handelsschule. Seine erste Berufserfahrung machte er jedoch als Vertreter bei Singer-Nähmaschinen. Er wurde regionaler Chef von 8 Singer-Filialen. Zeitgleich war er für die Schwimm-Union Wien als Kunst- und Turmspringer aktiv.
1958 kaufte er seine erste Kamera, eine 8mm-Bolex, und ließ zur Optimierung seiner Technik die Bademeister seine Trainingssprünge filmen.

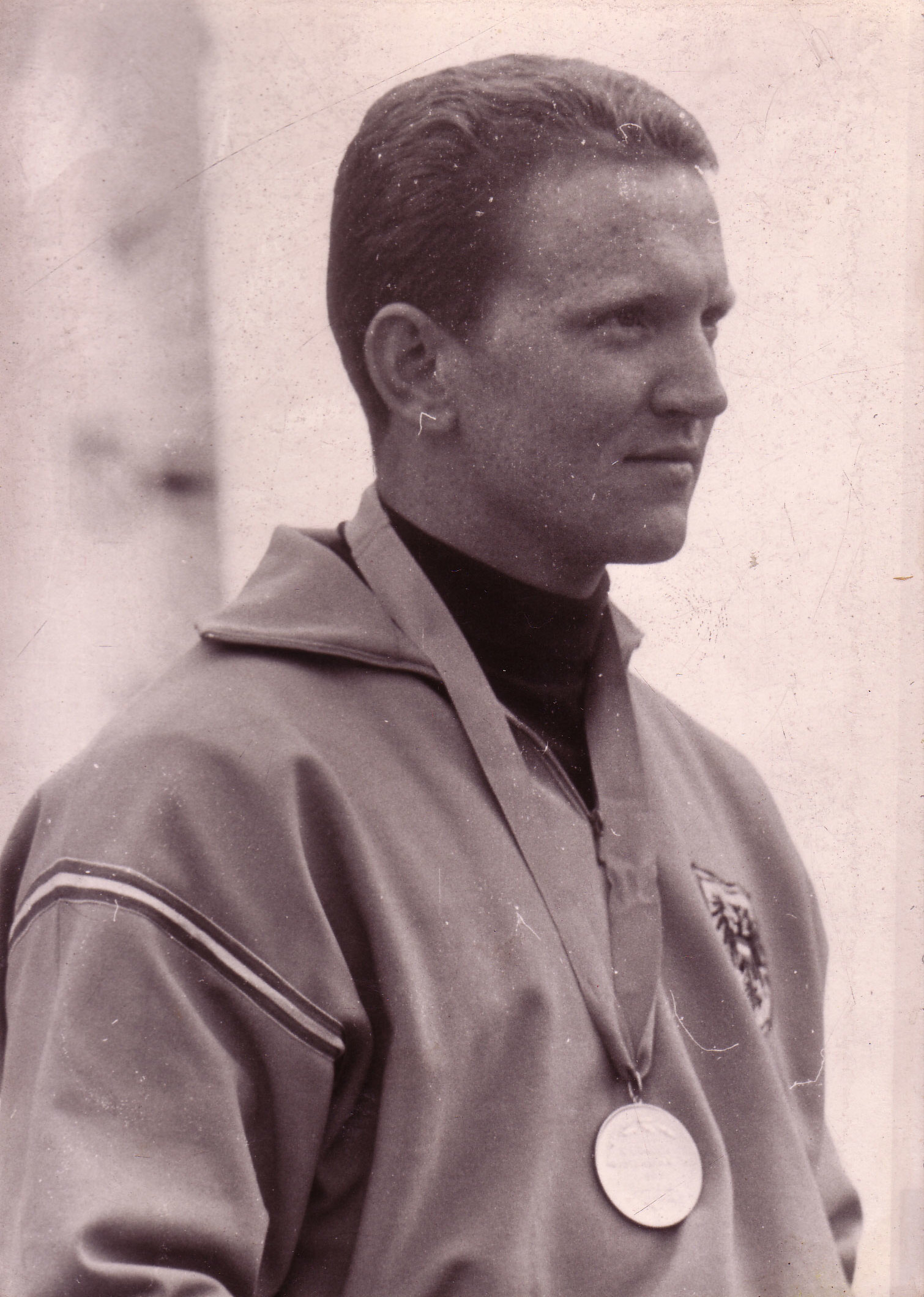
Kurt Mrkwicka (1962)

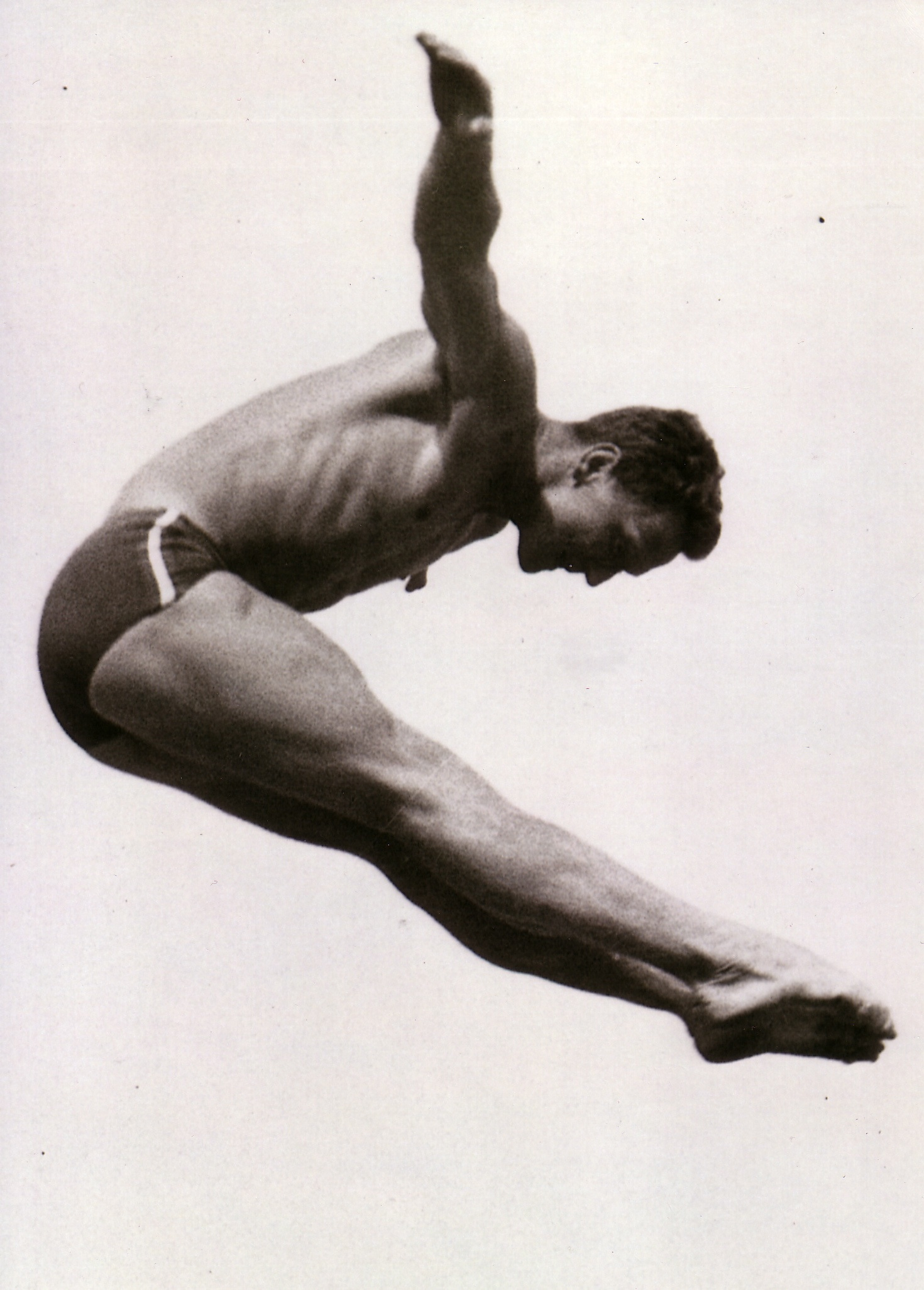
Kurt Mrkwicka (1964)

1962 gewann er in Leipzig in der damaligen DDR in einem dramatischen Wettkampf zwischen „Ost und West“ die Europameisterschaft im Kunstspringen (Europameister 1962–1966). Kurt Mrwicka war einer der ersten Wasserspringer im Westen, der neben einem Fulltime-Beruf täglich die unglaubliche Zahl von 120–140 Trainingssprüngen absolvierte. Laut Trainingsbuch von 1961/62 entsprach Mrkwickas Steigleistung auf den Sprungturm das Zehnfache der Mount-Everest-Höhe.
Zweimal nahm der 14-fache österreichische Staatsmeister an Olympischen Spielen teil: 1960 in Rom und 1964 in Tokio, wo er zum engsten Kreis der Favoriten gehörte, jedoch einen relativ einfachen Pflichtsprung verpatzte und nicht ins Finale kam.
Sportlicher Ehrgeiz führte ihn zu weiteren Sportarten. Mit seiner ersten Frau war Mrkwicka auch als Turniertänzer aktiv. Achtmal gewann er die Wiener Landesmeisterschaft im Springreiten.
Kurt Mrkwicka war seit Ende der 1950er-Jahre Mitglied des KDKÖ (Filmamateur-Klub). 1965 gewann er bei den Staatsmeisterschaften der Filmamateure Gold mit „Der gelbe Bruder“ und in einer anderen Kategorie Gold mit „Die Spiele von Tokyo“. Aus dieser Zeit stammt eine enge Freundschaft mit dem Chemiker und ebenfalls filmemachenden Alfred Vendl, welcher später bei vielen MR-Dokumentarfilmen Regie führte. Mit dem TV-Mehrteiler „Bionik-Nature Tech“ gewann die MR Film als erste österreichische Produktion einen Emmy-Award (USA).

## Filmproduzent
In den 1960er-Jahren war Filmproduktion ein konzessioniertes Gewerbe. Kurt Mrkwickas erste Produktionsfirma wurde auf „Sport- und Kultur-Filme“ beschränkt. Er produzierte Dokumentar- und Werbefilme und erfolgreiche Ski-Filme – später als Kameramann auch Unterwasserfilme. In Verbindung mit dem österreichischen Ski-Papst Stefan Kruckenhauser und dem legendären Kitzbühel-Skischulchef Karl Koller entstanden Ski-Filme in Colorado/USA, am Arlberg, am Kitzsteinhorn und in Kitzbühel: „Ski-In“, „Jet Austria“, „Ski-Kinderkarten“ u. a. Diese Filme waren international ausgerichtet und wurden u. a. von US-Lehrmittelagenturen in 16mm-Kopien vertrieben.

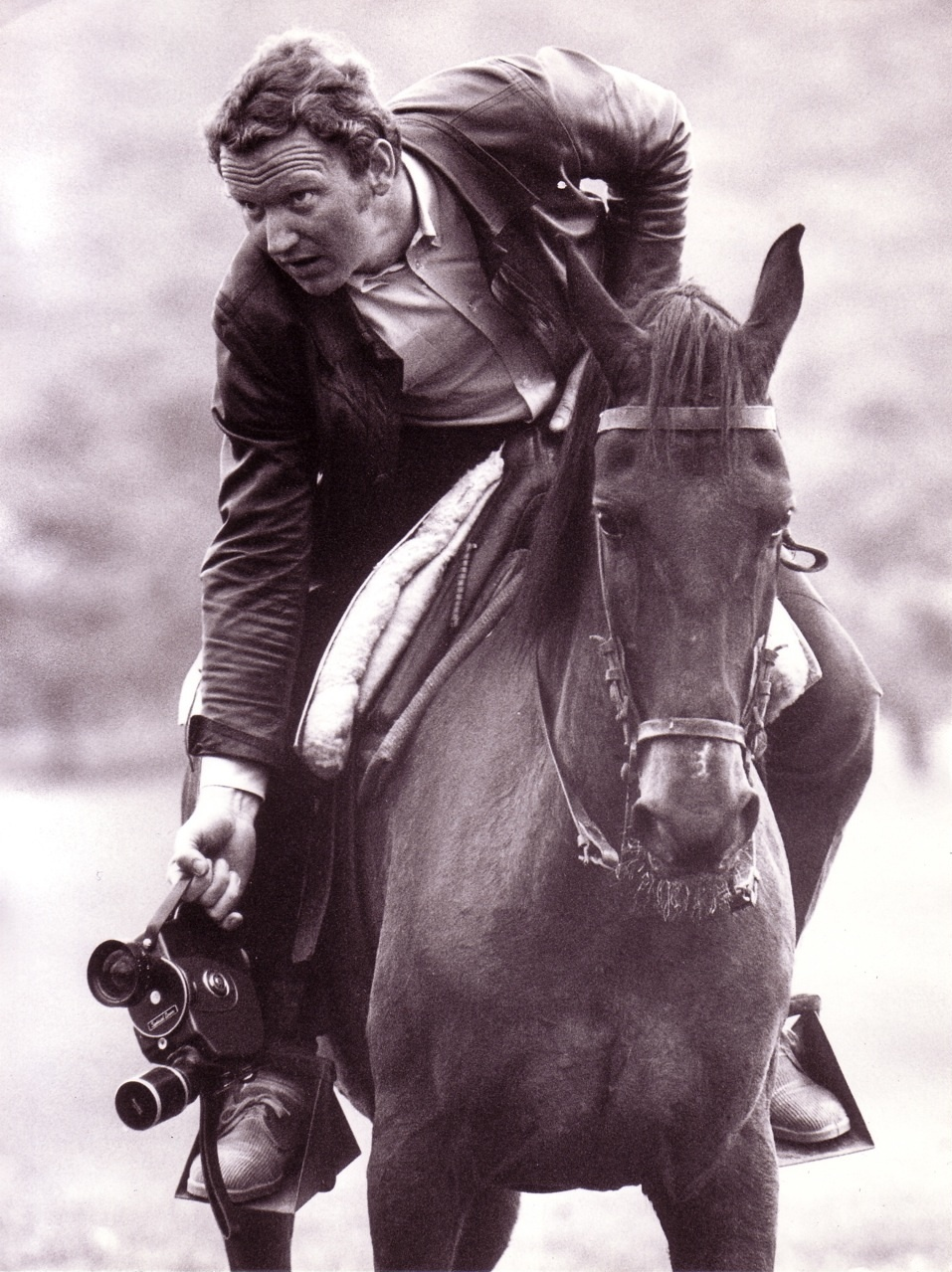
Kurt Mrkwicka (1971)

1971 produzierte Kurt Mrkwicka seinen ersten Doku-Film für den ORF, „Pferde - eine dokumentarische Skizze“, es folgten Doku-Filme über den zweimaligen Weltumsegler Wolfgang Hausner, „Taboo I“ in Papua-Neuguinea und „Taboo III“ auf den Philippinen.
Mitte der 1970er-Jahre drehte er die erste, in Österreich freifinanzierte TV-Sportfilmserie „Schneller-Höher-Stärker“. Durch diese damals unübliche Finanzierungsform wurde der Münchner Medien-Tycoon Leo Kirch auf ihn aufmerksam. Mrkwicka gründete 1980 als Allein-Eigentümer die MR Film und in der Folge die MR Film-Gruppe und produzierte eine Vielzahl fiktionaler TV-Großprojekte und TV-Serien. Die Kirch-Gruppe war zu dieser Zeit vielfach Partner.
2012 begann Kurt Mrwicka Anteile seiner Firmen an die Söhne Kurt-Georg und Tim aus erster Ehe und an treue Weggefährten (Andreas Kamm und Oliver Auspitz) zu übertragen. 80-jährig, trat er als Geschäftsführer zurück, blieb jedoch Beirat und behielt Anteile an der MR Film-Gruppe. 2003 übernahm sein langjähriger Freund Jan Mojto den größten Teil des Kirch-Imperiums samt Library und beteiligte sich 2017 mehrheitlich an der MR Film-Gruppe – zu dieser zählen die Firmen MR Film, Talk-TV und Teamwork.
1998–2000 produzierte er Die Strauß-Dynastie, zur damaligen Zeit die größte und aufwändigste europäische Serien-Produktion (ATS 500 Millionen, ca. 38 Millionen €) und den ersten europäischen Large Format-IMAX-Film „The Majestic White Horses“.

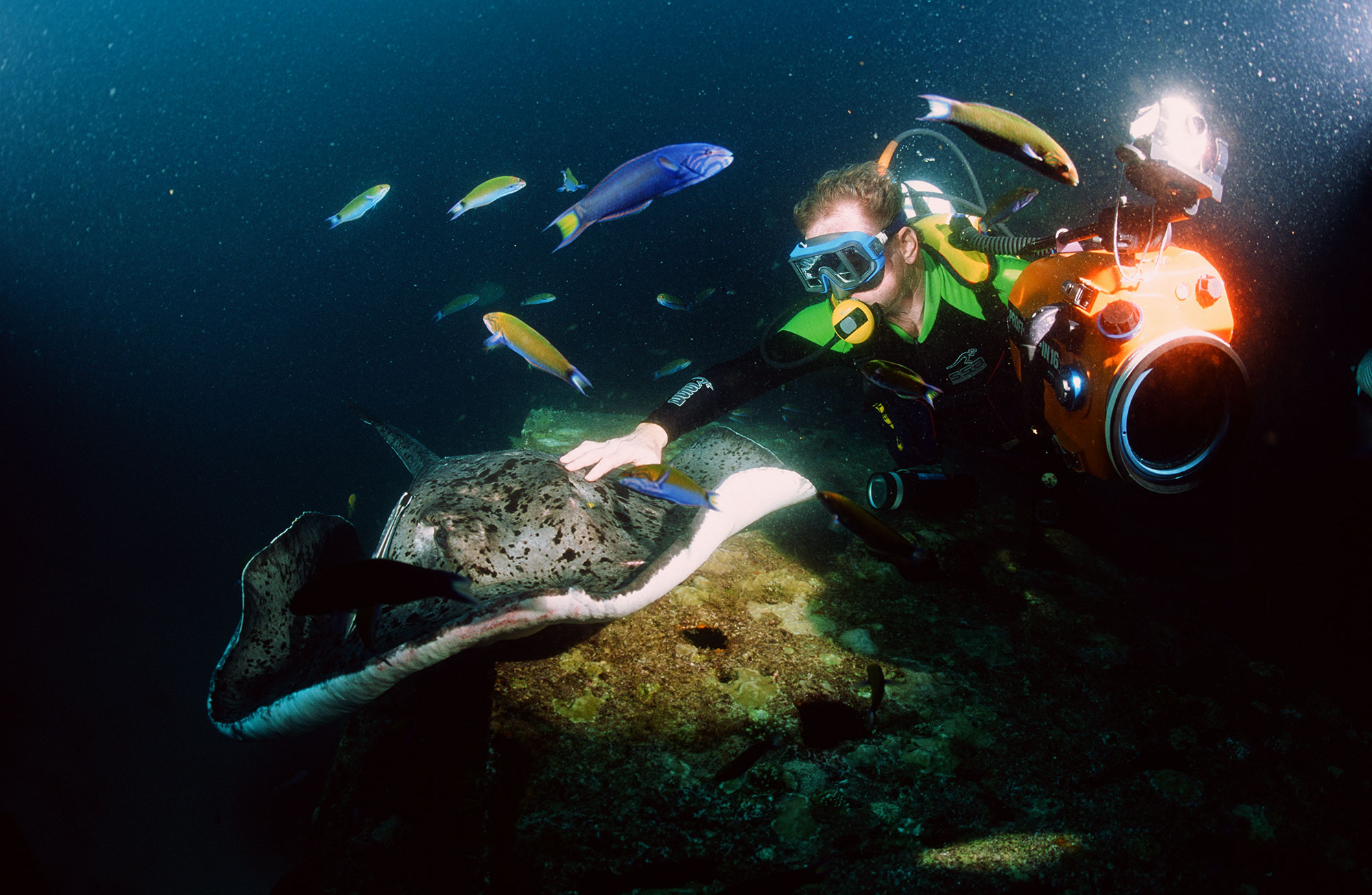
Kurt Mrkwicka (1992)

Kurt Mrkwicka ist seit 50 Jahren Produzent, war stets auch international tätig und produzierte über 800 Titel, einige Kinofilme, vorwiegend jedoch Fernsehfilme und Fernsehserien. Zu den erfolgreichsten Produktionen zählen neben dem Mehrteiler Die Strauß-Dynastie, der Mehrteiler Via Mala, die Serienproduktionen Medicopter 117, Kaisermühlen Blues, Schnell ermittelt, Dolce Vita & Co, MA 2412, Vorstadtweiber, die Mehrteiler „Maximilian I.“, Das Sacher, „Maria Theresia“ sowie die Kinofilme Falco – Verdammt, wir leben noch! und „La Bohème“.
1990 sollten die traditionsreichen Wiener Rosenhügel-Filmstudios einem Einkaufszentrum weichen. Die baufälligen Studios befanden sich im Besitz des ORF. 1994 pachtete Mrkwicka das gesamte Rosenhügel-Areal samt den sechs Studiohallen auf 20 Jahre. Er restaurierte mit Unterstützung von Bund und Stadt Wien das Rosenhügelareal und gründete die neue „Filmstadt Wien“. Er entwickelte und organisierte einen Branchen-bezogenen Wirtschaftspark, in dem sich in kürzester Zeit über 30 Firmen ansiedelten.
Als der Pachtvertrag mit dem ORF nach 20 Jahren 2014 auslief und die Rosenhügel Studios verkauft werden sollten, kämpfte Kurt Mrkwicka um den Erhalt der „Filmstadt Wien“. Er beteiligte sich 2014 am Bieterverfahren, um mit Partnern die „Filmstadt Wien“ zu erwerben. In letzter Minute wurde sein Angebot von einer Baufirma überboten, welche in der Folge einen Wohnpark errichtete. Von der einstigen 3,6 ha großen „Filmstadt Wien“ blieben lediglich die beiden denkmalgeschützten Studiohallen 1 + 6 erhalten.
Kurt Mrkwicka ist mit Klaus Balkenhol Gründungsmitglied und Aufsichtsrat der 2006 gegründeten „Xenophon e. V. - Gesellschaft für Erhaltung und Förderung der klassischen Reitkultur“ und Präsident des Reitsportzentrum Gutenhof.

## Zitate
„Das Leben ist ein Sprungbrett und kein Sofa“
„Wenn man alles weiß und nichts richtig, ist man beim Fernsehen wichtig“

## Auszeichnungen

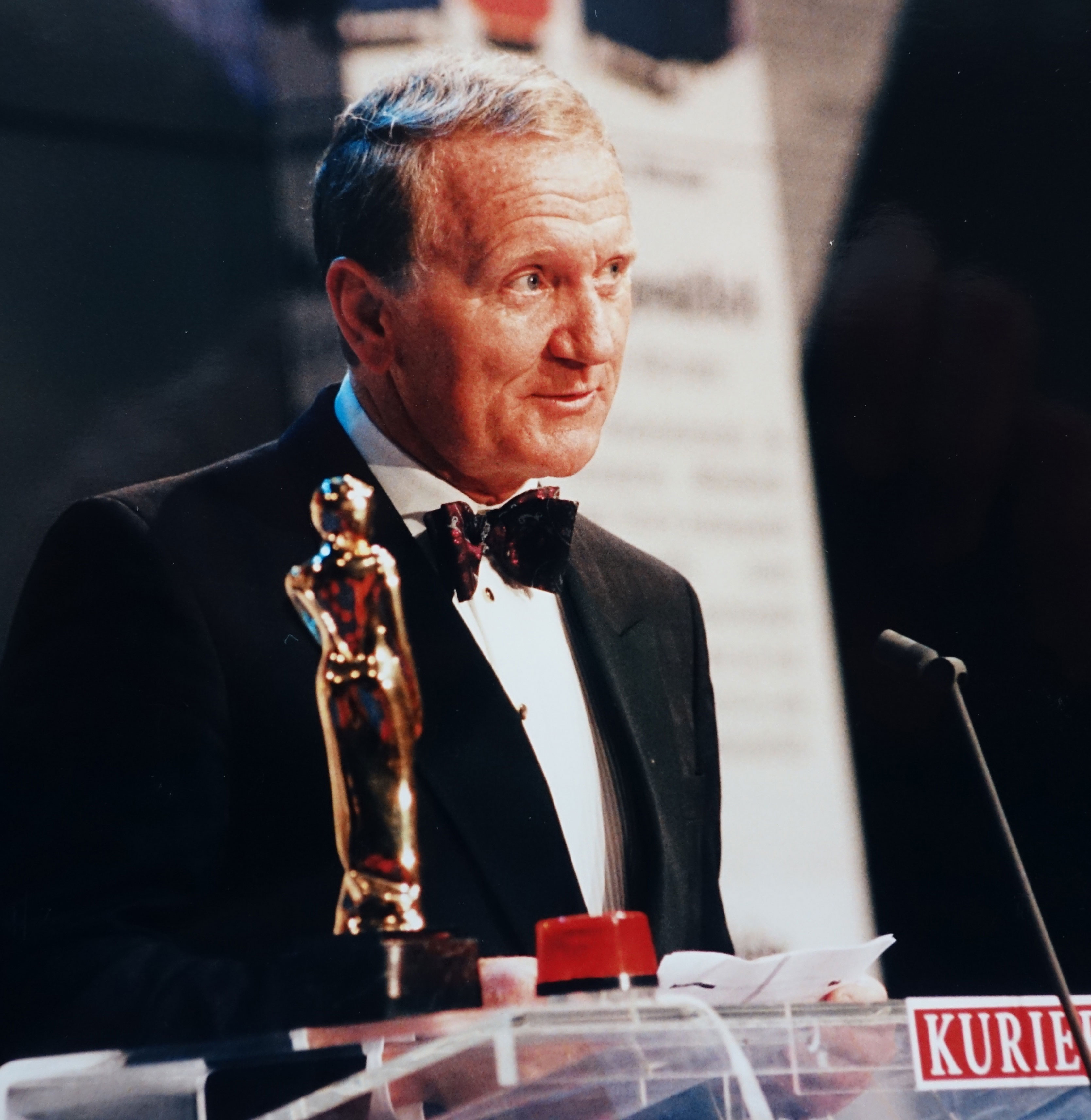
Kurt Mrkwicka (1996)

- 1963: Goldenes (Sport)-Ehrenzeichen der Stadt Wien
- 1967: Staatspreis der Amateurfilmer
- 1992: World Media Sport Award
- 1996: Romy
- 2001: Golden Reel Award – Sound Editing (Nomination)
- 2003: Titel Professor h. c.
- 2006: Emmy-Award (USA)
- 2007: Jackson Hole Wildlife Film Festival – Best Limited Series
- 2011: Romy
- 2017: Goldenes Ehrenzeichen für Verdienste um das Land Wien

## Filmographie (Auswahl)

### Kino-Filme
- 1981: Der geheimnisvolle Fremde – Regie: Peter Hunt, USA
- 1985: Schmutz – Regie: Paulus Manker
- 1987: Gewitter im Mai – Regie: Xaver Schwarzenberger
- 1993: Bitte verlassen sie ihren Mann – Regie: Reinhard Schwabenitzky
- 1996: Another 9 1/2 Weeks – mit Mickey Rourke, Regie: Anne Goursaud, USA
- 1997: Models – Regie: Ulrich Seidl
- 1999: Wanted – von und mit Alfred Dorfer
- 2003: MA 2412 – Die Staatsdiener – Regie: Harald Sicheritz
- 2007: Falco – Verdammt, wir leben noch! – Regie: Thomas Roth
- 2008: La Bohème – Oper, mit Anna Netrebko, Regie: Robert Dornhelm
- 2009: 3faltig – Regie: Harald Sicheritz
- 2014: Bad Fucking – Regie: Harald Sicheritz
- 2017: Anna Fucking Molnar – Koproduktion MR Film & Novotny, Regie: Sabine Derflinger

### TV-Filme
- 1983: Weihnacht in der Waldheimat – Regie: Hermann Leitner
- 1983: Via Mala – Dreiteiler, Musik: Ennio Morricone, Regie: Tom Toelle
- 1984/85: Abschiede – Zweiteiler, Regie: Wilhelm Geisen
- 1985: Das Mal des Todes – Regie: Peter Handke
- 1985: Erdsegen – Regie: Karin Brandauer
- 1987: Einstweilen wird es Mittag – Regie: Karin Brandauer
- 1987: Was wir ersehnen von der Zukunft – Dreiteiler, Regie: Alois Havlik
- 1988: Der Mann im Salz – Dreiteiler, Regie: Rainer Wolfhardt
- 1988: Souterrain – Regie: Xaver Schwarzenberger
- 1988: Der Kronprinz – Dreiteiler, Regie: Robert Dornhelm
- 1989: Töte die beiden anderen – Regie: Miklos Szurdi
- 1992: Der Diamant des Geisterkönigs (1. HDTV Produktion) – Regie: Ernst Wolfram Marboe
- 1994: Katherina die Große – internationaler Zweiteiler – Regie: Marvin Chomsky
- 1996: Fröhlich geschieden – Regie: Peter Sämann
- 1995: 3 Sekunden Ewigkeit – Regie: J. Graser
- 1995: Schnellschuss – Regie: Thomas Roth
- 1996: Der See – Regie: Thomas Roth
- 1997: Qualtingers Wien – Regie: Harald Sicheritz
- 2001: Zwölfeläuten – Regie: Harald Sicheritz
- 2003: Jetzt erst recht – Regie: Michael Kreihsl
- 2004: Meine schöne Tochter – Regie: Xaver Schwarzenberger
- 2005: Feine Dame – Buch Ulli Schwarzenberger, Regie: X. Schwarzenberger
- 2005: Kronprinz Rudolf – Zweiteiler, Regie: Robert Dornhelm
- 2006: Nur keine Wellen – Regie: Harald Sicheritz
- 2008: Alles anders – Regie: Harald Sicheritz
- 2008: Und ewig schweigen die Männer – Regie: Xaver Schwarzenberger
- 2008: Der erste Tag – Regie: Andreas Prochaska
- 2008: Cloudchasers – Regie: Edzard Onneken
- 2009: Seine Mutter und ich – Regie: Wolfgang Murnberger
- 2009: Schatten der Erinnerung – Regie: Hartmut Griesmayer
- 2010: Vermisst – Zweiteiler, Regie: Andreas Prochaska
- 2010: Die Abstauber – Regie: Wolfgang Murnberger
- 2010: Nur der Berg kennt die Wahrheit – Regie: Hartmut Griesmayer
- 2012: Nicht ohne meinen Enkel – Regie: Florian Froschmayer
- 2012: Meine Tochter, ihr Freund und ich – Regie: Walter Weber
- 2013: Alles Schwindel – Regie: Wolfgang Murnberger
- 2013: Die Kraft, die Du mir gibst – Regie: Zoltan Spirandelli
- 2013: Lost & Found – Regie: Wolfgang Murnberger
- 2013: Clara Immerwahr – Regie: Harald Sicheritz
- 2014: Pokerface – Regie: Erhard Riedlsperger
- 2014: Am Ende des Sommers – Regie: Nikolaus Leytner
- 2016: Maximilian – Zweiteiler, Regie: Andreas Prochaska
- 2016: Das Sacher – Zweiteiler, Regie: Robert Dornhelm
- 2017: Maria Theresia – internationaler Dreiteiler, Regie: Robert Dornhelm

### TV-Serien/Reihen
- 1982: Waldheimat – 26 Folgen, Regie: Hermann Leitner, Wolf Dietrich
- 1984/85: Frankensteins Tante – 13 Folgen, Regie: Jurai Jakobisko
- 1986: Ochsenkrieg – 6 Folgen, Regie: Sigi Rothemund
- 1986: Der vierte Mann – Regie: Kurt Junek
- 1989: Die Strauß-Dynastie – 6 Folgen, Regie: M. Chomsky
- 1991: Wolfgang (A. Mozart) – 6 Folgen
- 1992–99: Kaisermühlen-Blues – 67 Folgen, Buch: Ernst Hinterberger, Regie: R. Schwabenitzky, H. Sicheritz
- 1993: Operation Dunarea – 6 Folgen, Regie: Erhard Riedlsberger
- 1994: Die Feiertags-Familie – 4 Folgen, Regie: Georg Madeja
- 1995: Auf immer und ewig – Regie: Julian Pölsler
- 1997–2002: Medicopter 117 – 87 Folgen, Regie: Thomas Nickl
- 1998–2001: MA 2412 – 34 Folgen, mit Alfred Dorfer & Ronald Düringer, Regie: Harald Sicheritz
- 2000: Trautmann – 12 Folgen, Buch: Ernst Hinterberger, Regie: Thomas Roth
- 2001: Dolce Vita & Co – 20 Folgen, Regie: Erhard Riedlsberger, Claudia Jüptner
- 2004: 11er Haus – 10 Folgen, Regie: Harald Sicheritz
- 2005: Mutig in die neuen Zeiten: Im Reich der Reblaus, Regie: Harald Sicheritz
- 2006: Mutig in die neuen Zeiten: Nur keine Wellen, Regie: Harald Sicheritz
- 2006: Zodiak – 4 Folgen, Regie: Andreas Prochaska
- 2007–2019: Schnell ermittelt – 56 Folgen, Regie: Harald Sicheritz, Michael Riebl, Andreas Kopriva, u.v.m.
- 2008: Mutig in die neuen Zeiten: Alles anders, Regie: Harald Sicheritz
- 2010: Gipfelzipfler – 10 Folgen, Regie: Harald Sicheritz
- 2012: Janus – 7 Folgen, Regie: Andreas Kopriva
- 2013: Die Detektive – 10 Folgen, Regie: Michi Riebel
- 2014: Vorstadtweiber – 40 Folgen, Regie: Sabine Derflinger, H. Sicheritz, Miriam Unger

### TV-Dokumentationen & Shows
- 1964/65: Der gelbe Bruder
- 1965: Die Spiele von Tokyo – Gestaltung: Kurt Mrkwicka
- 1966: Gymnaestrada – Weltfest der Turner – Gestaltung: Kurt Mrkwicka
- 1968: Ski-In – Gestaltung: Kurt Mrkwicka
- 1971: Pferde – eine dokumentarische Skizze (1. Film für den ORF) – Regie: Kurt Mrkwicka, Alfred Vendl
- 1972: Die österreichische Ski-Schule – Dreiteiler, Regie: Kurt Mrkwicka
- 1972: Weihnacht in Österreich – Stille Nacht, Regie: Kurt Mrkwicka
- 1972: Fechten – Regie: Alfred Vendl
- 1973: Die Leichtathleten – Regie: Alfred Vendl
- 1973: Ski-Kindergarten – Regie: Kurt Mrkwicka
- 1975: Formel zum Sieg (Niki Lauda 1. WM-Titel) – Regie: Kurt Mrkwicka, Alfred Vendl
- 1976: Schneller-Höher-Stärker – 22 Folgen, Regie: Kurt Mrkwicka, Alfred Vendl
- 1981: Stifter und Fälscher (Rudolf IV-Doku) – Regie: Alfred Vendl
- 1982: Peter Rosegger – meine Lust ist Leben – Regie: Alfred Vendl
- 1983: Rudolfsee – Regie: Babette Reitmayer
- 1983: Die Türken vor Wien – Regie: Alfred Vendl
- 1984: Sealsfield – Afrika – Regie: Babette Reitmayer
- 1984: Die Zukunft der Vergangenheit – Regie: Alfred Vendl
- 1984: Sterbende Zeugen – Regie: Alfred Vendl
- 1985: Traum und Wirklichkeit – Mehrteiler – Regie: Alfred Vendl
- 1985: Orgel-Kunst (Martin Haselböck) – Regie: Alfred Vendl
- 1985: Gesichter Europas – 37 Folgen – Regie: Alfred Vendl
- 1986: Der Jüngling vom Magdalensberg – Regie: Alfred Vendl
- 1986: Holub – Im Reich der Maschukulumbe – Regie: Babette Reitmayer
- 1987: Die Gärten des Poseidon – So lebt und stirbt das Mittelmeer – 5 Folgen, Regie: Alfred Vendl
- 1998: Strauß-Mania – Regie: Martin Pichl
- 1990: Bruno Kreisky – Regie: Kurt Mrkwicka
- 1991: Himmelsboten – Meteoriten – 2 Folgen, Regie: Alfred Vendl
- 1991: In Frieden Leben – Teddy Kollek – Regie: Kurt Mrkwicka
- 1992: Achtung Fälschung – Dreiteiler, Regie: Alfred Vendl
- 1995: Kaltes Feuer – Edle Steine – Regie: Alfred Vendl
- 1995: Artgenossen – Walter McCrone – Regie: Alfred Vendl
- 1995: Artgenossen – Ernst Hinterberger – Regie: Alfred Vendl
- 1995: Artgenossen – Frantisek Makes – Regie: Alfred Vendl
- 1999: The Majestic White Horses (1. Europäische IMAX-Kino-Dokumentation) – Regie: Kurt Mrkwicka
- 1999-: Die Barbara Karlich Show – 3743 Folgen (Stand: 4. April 2019)
- 2004: Goya – Last und Leidenschaft – Regie: Gustav Trampitsch
- 2004: Die Spanische Hofreitschule – Regie: Kurt Mrkwicka
- 2004: Piber – Kinderstube der Lipizzaner – Regie: Kurt Mrkwicka
- 2005: Ziegel – von Babylon zum Wienerberg – Regie: Gustav Trampitsch
- 2005: Abenteuer Antike – Regie: Gustav Trampitsch
- 2005: Kornkraftwerk – ein Überlebensmittel – Regie: Gustav Trampitsch
- 2006: Bionik-Nature Tech – Das Genie der Natur – Dreiteiler, Regie: Alfred Vendl, Steve Nicholls, Emmy-Award (USA), Jackson Hole Wildlife Film Festival – Best Limited Series
- 2006: Federn lassen – Mexikos Federn-Krone – Regie: Gustav Trampitsch
- 2006: Sound of Humanity – Regie: Gustav Trampitsch
- 2007: Karajan – Die Schönheit wie ich sie sehe – Regie: Robert Dornhelm
- 2007: Der Biss der Erkenntnis – Apfel – Regie: Gustav Trampitsch
- 2008: Fleisch – Regie: Gustav Trampitsch
- 2008: Eine Hand voll Leben – Mais – Regie: Gustav Trampitsch
- 2008: Die im Dunklen sieht man nicht – Regie: Gustav Trampitsch
- 2009: Helden, Kult und Küche – Mehrteiler, Regie: Gustav Trampitsch
- 2013: Triumph der Tomate – Regie: Maria-Magdalena Koller
- 2015: Oh Du Mein Österreich – Regie: Robert Dornhelm

### TV-Aufzeichnungen in Eigenproduktion
- 1986: Von Schwarz-Gelb bis Rot-Weiß-Rot – Bild & Regie: Kurt Mrkwicka
- 1986: Cantabile (Salzburg Landestheater) – Bild & Regie: Kurt Mrkwicka
- 1992/93: Aufg’spielt wird – 10 Folgen, Regie: Herbert Grunsky
- 1992: Ein Bock zu viel – Regie: Heinz Marecek
- 2000: A3 – Live vor dem Schloss Schönbrunn – Bild & Regie: Thomas Roth